# Paulo Silas
Paulo Silas (født 27. august 1965) er en tidligere brasiliansk fodboldspiller.

## Brasiliens fodboldlandshold
| Brasiliens landshold | Brasiliens landshold | Brasiliens landshold |
| År                   | Kmp                  | Mål                  |
| -------------------- | -------------------- | -------------------- |
| 1986                 | 5                    | 0                    |
| 1987                 | 5                    | 0                    |
| 1988                 | 0                    | 0                    |
| 1989                 | 16                   | 1                    |
| 1990                 | 6                    | 0                    |
| 1991                 | 0                    | 0                    |
| 1992                 | 2                    | 0                    |
| Total                | 34                   | 1                    |